# Biomphalopa recava
Biomphalopa recava är en snäckart som först beskrevs av Hedley 1912.  Biomphalopa recava ingår i släktet Biomphalopa och familjen Charopidae. Inga underarter finns listade i Catalogue of Life.